# Elecciones al Parlamento Europeo de 2024 (Italia)
Las elecciones al Parlamento Europeo de 2024 en Italia tuvieron lugar los días 8 y 9 de junio de 2024, y en ellas se eligieron los miembros de la décima delegación italiana al Parlamento Europeo como parte de las más amplias elecciones al Parlamento Europeo de 2024, que tuvieron lugar del 6 al 9 de junio. Se celebraron simultáneamente con las elecciones municipales de Italia de 2024.

## Antecedentes
En las anteriores elecciones europeas de 2019, la Liga de Matteo Salvini obtuvo el primer lugar con el 34,3% de los votos y 29 escaños, seguida por el Partido Democrático con el 22,7% y 19 escaños.
En las elecciones generales de Italia de 2022, Hermanos de Italia de Giorgia Meloni obtuvo el primer lugar con el 25,98% de los votos para la Cámara de Diputados, dentro de la coalición de centroderecha, seguido por el Partido Democrático con el 19,04%, dentro de la coalición de centroizquierda.

### Qatargate
El escándalo de corrupción Qatargate, que comenzó en diciembre de 2022, ha desestabilizado al Parlamento Europeo tras el arresto de varios eurodiputados, incluidos Marc Tarabella, Andrea Cozzolino y Eva Kaili. En el caso están, entre otros, Francesco Giorgi, asistente parlamentario del eurodiputado Andrea Cozzolino, Pier Antonio Panzeri, fundador de la ONG Lucha contra la Impunidad; Niccolo Figa-Talamanca, responsable de la ONG No hay paz sin justicia; y Luca Visentini, presidente de la Confederación Sindical Internacional.

### Carlo Fidanza
En enero de 2023, el eurodiputado Carlo Fidanza, de Hermanos de Italia, estuvo involucrado en una investigación por corrupción por parte de la Fiscalía de Milán por haber obligado al concejal de Brescia, Giovanni Acri, a dimitir para conseguir la elección de Giangiacomo Calovini, a cambio del nombramiento del hijo de Acri como asistente de Fidanza en el Parlamento Europeo. Giangiacomo Calovini fue elegido diputado en las elecciones generales de Italia de 2022 por Hermanos de Italia. En junio de 2023, Fidanza y Calovini llegaron a un acuerdo con el Fiscal de Milán para ser condenados a un año y cuatro meses de prisión por corrupción, evitando así la inhabilitación para el ejercicio de cargos públicos que les habría impuesto la Ley Severino.

## Sistema electoral
Como el sistema electoral de representación proporcional por listas de partidos fue el tradicional de la Primera República Italiana desde su establecimiento en 1946 hasta 1994, fue adoptado para elegir a los diputados italianos del Parlamento Europeo (MEP) desde 1979. Se introdujeron dos niveles: un nivel nacional para dividir los escaños entre los partidos y un nivel de circunscripción para distribuirlos entre los candidatos en listas abiertas. Se establecieron cinco circunscripciones electorales, cada uno de los cuales incluye entre 2 y 6 regiones de Italia y cada uno de ellos elige un número fijo de eurodiputados. A nivel nacional, los escaños se dividen entre las listas de partidos utilizando el método del resto mayor con cuota Hare. Los escaños se asignan a los partidos y luego a sus candidatos más votados. En el período previo a las elecciones al Parlamento Europeo de 2009 en Italia, el Parlamento italiano introdujo un umbral electoral del 4%. Se concedió una excepción para los partidos que representan a algunas minorías lingüísticas, ya que dichas listas se pueden conectar con uno de los partidos principales a través de una asociación, combinando sus votos, siempre que dichos partidos alcancen el umbral del 4% y que los candidatos de los partidos minoritarios obtengan un número suficiente de votos, no menos de 50.000 para el candidato principal. Todo partido político que desee participar en las elecciones debe recoger al menos de 30.000 a 35.000 firmas de electores elegibles por cada circunscripción, de las cuales al menos 3.000 firmas por cada región; sin embargo, están exentas de la recogida de firmas las siguientes listas:
- Todas las listas que tengan al menos un grupo en la Cámara de Diputados o en el Senado de la República.
- Todas las listas que se hayan presentado a las últimas elecciones políticas con su propio símbolo y que hayan elegido al menos un parlamentario.
- Todas las listas que contengan el símbolo de una lista ya exenta de la recogida de firmas.
- Todas las listas que se refieran en el símbolo a un partido político europeo o a un partido de otra nación dentro de la Unión Europea que haya elegido al menos un eurodiputado en las últimas elecciones europeas.

Esta última condición fue establecida en 2019 por las Oficinas Electorales de las circunscripciones.
La ley prevé la posibilidad de expresar un voto preferencial. De hecho, cada elector puede indicar hasta tres candidatos de la lista de circunscripción votada. Para fortalecer la representación de género, la segunda y tercera preferencia se cancelan si el elector indica tres candidatos del mismo sexo.

### Circunscripciones

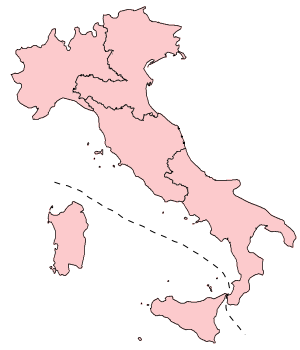
Las circunscripciones electorales de Italia

| Circunscripción | Regiones                                                          | Escaños | Población, 2022 (miles) | Población, 2022 (miles) | Área (km2) | Área (km2) |
| Circunscripción | Regiones                                                          | Escaños | Total                   | Por escaño              | Total      | Por escaño |
| --------------- | ----------------------------------------------------------------- | ------- | ----------------------- | ----------------------- | ---------- | ---------- |
| Noroeste        | Valle de Aosta, Liguria, Lombardía, Piamonte                      | 20      | 15 832                  | 792                     | 57 950     | 2897       |
| Noreste         | Emilia-Romaña, Friuli-Venecia Julia, Trentino-Alto Adigio, Véneto | 15      | 11 541                  | 769                     | 62 310     | 4154       |
| Central         | Lacio, Marcas, Toscana, Umbría                                    | 15      | 11 724                  | 781                     | 58 052     | 3870       |
| Sur             | Abruzos, Apulia, Basilicata, Calabria, Campania, Molise           | 18      | 13 512                  | 751                     | 73 223     | 4068       |
| Islas           | Cerdeña, Sicilia                                                  | 8       | 6421                    | 803                     | 49 801     | 6225       |
| Total           | Total                                                             | 76      | 59 030                  | 777                     | 302 068    | 3975       |

### Cambios propuestos
En 2023, el Consejo Regional de Cerdeña aprobó por unanimidad una propuesta para dividir la circunscripción de Italia insular en Sicilia y Cerdeña debido a la desproporción poblacional entre las dos regiones italianas. Desde mayo de 2023, la propuesta se encuentra en discusión en el Senado de la República. En julio de 2023, se propuso informalmente reducir el umbral electoral del 4% al 3%, el mismo umbral electoral utilizado para las elecciones generales. Esta propuesta fue bien recibida por la Alianza Verdes e Izquierda (AVS) y Nosotros Moderados (NM). El FdI no lo cerró porque quería ayudar a FI, cuyo futuro parecía incierto después de la muerte de Berlusconi, mientras que la Lega y el IV se declararon en contra de la propuesta. La propuesta fue rechazada oficialmente en septiembre cuando Forza Italia, temiendo la competencia centrista de Az y IV, se negó a bajar el umbral electoral.

### Exenciones de firmas
De acuerdo con la normativa para las elecciones al Parlamento Europeo de 2019, los partidos pueden estar exentos de la recogida de firmas en determinadas circunstancias, entre ellas, tener un grupo propio en la Cámara de Diputados o en el Senado de la República, haber elegido al menos un diputado con su símbolo en las últimas elecciones generales, tener un logotipo que contenga el logotipo de otro partido ya exento de la recogida de firmas y tener listas que hagan referencia a un partido europeo o a un partido de otra nación dentro de la Unión Europea que haya elegido al menos un diputado al Parlamento Europeo en las últimas elecciones europeas. En 2014, las Oficinas Electorales de las circunscripciones concedieron una exención a la lista Verdes Europeos - Green Italia, ya que la lista estaba afiliada a un partido político europeo representado en el Parlamento Europeo con su propio grupo parlamentario. En 2019, las Oficinas Electorales de las circunscripciones establecieron una condición que permite a ciertos partidos participar en las elecciones europeas a través de cualquier partido en Europa que haya elegido al menos un eurodiputado en cualquier país europeo. En febrero de 2024, FdI propuso una modificación al Decreto de Elecciones en el Senado de la República. La enmienda pretendía aclarar la interpretación dada por las Oficinas Electorales de las circunscripciones en el año 2019. Se sugirió que los partidos que hubieran elegido al menos un eurodiputado en Italia en las últimas elecciones estuviesen exentos. Además, se propuso que solo estarían exentas las listas que hubieran elegido al menos un parlamentario según el sistema de representación proporcional (ley electoral de Italia de 2017) en las elecciones generales de 2022. Esta exclusión se aplicaría a los partidos que hubieran elegido un diputado en una circunscripción uninominal con el logotipo de su partido. Tras las críticas de algunos partidos, como Más Europa, Sur llama Norte (ScN) y Alternativa Popular (AP), en las que los dos primeros partidos habían elegido a un diputado sólo en un circunscripción uninominal, se revisó la enmienda para ofrecer una exención a todos los partidos que hayan elegido a un diputado, ya sea en una circunscripción de representación proporcional o en una circunscripción uninominal. El 7 de marzo de 2024, la Comisión de Asuntos Constitucionales del Senado de la República aprobó la reforma.

## Delegación saliente
La tabla muestra la composición detallada de los escaños italianos en el Parlamento Europeo al 1 de febrero de 2024.
| Grupo del PE               | Grupo del PE                                    | Escaños | Partido                      | Partido                    | Escaños                | Eurodiputados |
| -------------------------- | ----------------------------------------------- | ------- | ---------------------------- | -------------------------- | ---------------------- | --- |
|                            | Identidad y Democracia                          | 22/76   |                              | Liga                       | 22                     | Matteo Adinolfi Alessandra Basso Cinzia Bonfrisco Paolo Borchia Marco Campomenosi Massimo Casanova Susanna Ceccardi Angelo Ciocca Rosanna Conte Gianantonio Da Re Gianna Gancia Paola Ghidoni Valentino Grant Danilo Lancini Elena Lizzi Alessandro Panza Aldo Patriciello Antonio Maria Rinaldi Silvia Sardone Annalisa Tardino Isabella Tovaglieri Marco Zanni |
|                            | Alianza Progresista de Socialistas y Demócratas | 15/76   |                              | Partido Democrático        | 14                     | Brando Benifei Mercedes Bresso Beatrice Covassi Paolo De Castro Elisabetta Gualmini Camilla Laureti Alessandra Moretti Pina Picierno Franco Roberti Daniela Rondinelli Irene Tinagli Patrizia Toia Achille Variati |
|                            | Alianza Progresista de Socialistas y Demócratas | 15/76   | Democracia Solidaria         | 1                          | Pietro Bartolo         | |
|                            | Alianza Progresista de Socialistas y Demócratas | 15/76   | Independientes               | 1                          | Giuliano Pisapia       | |
|                            | Partido Popular Europeo                         | 12/76   |                              | Forza Italia               | 11                     | Isabella Adinolfi Caterina Chinnici Lara Comi Matteo Gazzini Salvatore De Meo Fulvio Martusciello Alessandra Mussolini Francesca Peppucci Massimiliano Salini Lucia Vuolo Stefania Zambelli |
|                            | Partido Popular Europeo                         | 12/76   | Partido Popular Sudtirolés   | 1                          | Herbert Dorfmann       | |
|                            | Conservadores y Reformistas Europeos            | 10/76   |                              | Hermanos de Italia         | 9                      | Sergio Berlato Elisabetta De Blasis Carlo Fidanza Pietro Fiocchi Chiara Maria Gemma Giuseppe Milazzo Denis Nesci Nicola Procaccini Vincenzo Sofo |
|                            | Conservadores y Reformistas Europeos            | 10/76   | Liga                         | 1                          | Raffaele Stancanelli   | |
|                            | No inscritos                                    | 10/76   |                              | Movimiento 5 Estrellas     | 5                      | Tiziana Beghin Maria Angela Danzì Laura Ferrara Mario Furore Sabrina Pignedoli |
|                            | No inscritos                                    | 10/76   | Hermanos de Italia           | 1                          | Maria Veronica Rossi   | |
|                            | No inscritos                                    | 10/76   | Partido Democrático          | 1                          | Andrea Cozzolino       | |
|                            | No inscritos                                    | 10/76   | Alianza Verdes e Izquierda   | 1                          | Massimiliano Smeriglio | |
|                            | No inscritos                                    | 10/76   | Democracia Cristiana Sicilia | 1                          | Francesca Donato       | |
|                            | No inscritos                                    | 10/76   | Independientes               | 1                          | Dino Giarrusso         | |
|                            | Renovar Europa                                  | 4/76    |                              | Acción                     | 2                      | Fabio Massimo Castaldo Giuseppe Ferrandino |
|                            | Renovar Europa                                  | 4/76    | Italia Viva                  | 1                          | Nicola Danti           | |
|                            | Renovar Europa                                  | 4/76    | Independientes               | 1                          | Marco Zullo            | |
|                            | Los Verdes/Alianza Libre Europea                | 3/76    |                              | Alianza Verdes e Izquierda | 1                      | Rosa D'Amato |
|                            | Los Verdes/Alianza Libre Europea                | 3/76    | Movimiento 24 de Agosto      | 1                          | Piernicola Pedicini    | |
|                            | Los Verdes/Alianza Libre Europea                | 3/76    | Independientes               | 1                          | Ignazio Corrao         | |
| Total                      | Total                                           | Total   | Total                        | Total                      | 76                     | |
| Fuente: Parlamento Europeo |                                                 |         |                              |                            |                        | |

1. ↑  Raffaele Stancanelli, eurodiputado saliente de Hermanos de Italia, es candidato por la Liga.[24]
2. ↑  María Verónica Rossi dejó la Liga y se unió a Hermanos de Italia el 30 de abril de 2024.[25]
3. ↑  Andrea Cozzolino fue suspendido del Partido Democrático el 16 de diciembre de 2022 tras el escándalo de corrupción de Catar en el Parlamento Europeo.[26]

## Partidos y líderes
Esta es una lista de los partidos que participarán en las elecciones. Algunos partidos solo se presentarán en una o pocas circunscripciones de cinco.
| Partido | Partido | Partido | Ideología                             | Líder                            | Partido europeo      | Grupo del PE       | Resultados de 2019 | Resultados de 2019 | Eurodiputados salientes |
| Partido | Partido | Partido | Ideología                             | Líder                            | Partido europeo      | Grupo del PE       | Votos (%)          | Escaños            | Eurodiputados salientes |
| ------- | ------- | --- | ------------------------------------- | -------------------------------- | -------------------- | ------------------ | ------------------ | ------------------ | ----------------------- |
|         | Lega    | Liga LegaUnión de Centro (UdC) Partido Liberal Italiano (PLI) Derecha Liberal Italiana (DLI) Partido Sardo de Acción (PSdAz)[cita requerida] Sur Protagonista (SP) Italia del Meridione (IdM) | Populismo de derecha                  | Matteo Salvini                   | Partido ID           | ID                 | 34,3%              | 29/76              | 23/76                   |
|         | PD      | Partido Democrático Partito DemocráticoDemocracia Solidaria (DemoS) Volt Italia | Socialdemocracia                      | Elly Schlein                     | PES                  | S&D                | 22,7%              | 19/76              | 15/76                   |
|         | M5S     | Movimiento 5 Estrellas Movimento 5 StelleÁrea Democrática - Izquierda Autonomista (ADGA) | Populismo                             | Giuseppe Conte                   | Ninguno              | NI                 | 17,1%              | 14/76              | 5/76                    |
|         | FI–NM   | Forza Italia – Nosotros Moderados Forza Italia – Noi ModeratiCoraggio Italia (CI) Reformadores Sardos (RS) Movimiento por la Autonomía (MpA) Sicilia Futura (SF) Democracia Cristiana (DC) Tiempos Nuevos - Populares Unidos (TN–UP) Partido Radical Transnacional (PRNTT) | Conservadurismo liberal               | Antonio Tajani                   | EPP                  | EPP                | 8,8%               | 7/76               | 10/76                   |
|         | FdI     | Hermanos de Italia Fratelli d'ItaliaRenacimiento (R) Nuevo Partido Socialista Italiano (NPSI) Democracia Cristiana con Rotondi (DCR) | Conservadurismo nacionalista          | Giorgia Meloni                   | Partido ECR          | ECR                | 6,4%               | 6/76               | 10/76                   |
|         | SVP     | Partido Popular Sudtirolés Südtiroler VolksparteiPartido Autonomista Trentino Tirolés (PATT) Belluno Autónoma Región Dolomitas (BARD) Unión Eslovena (SSk) La Cívica (LC) | Regionalismo                          | Dieter Steger                    | EPP                  | EPP                | 0,5%               | 1/76               | 1/76                    |
|         | AVS     | Alianza Verdes e Izquierda Alleanza Verdi e SinistraEuropa Verde (EV) Izquierda Italiana (SI) Verdes (VGV) Partido Progresista (PP)[cita requerida] Ambiente Derechos Igualdad (ADU) Red Cívica (RC) Partido del Sur (PdS) Poder al Pueblo (PaP) – candidato individual | Política verde Socialismo democrático | Angelo Bonelli Nicola Fratoianni | EGP PEL              | Verdes-EFA GUE/NGL | 2,3% 1,7%          | 0/76               | 1/76                    |
|         | SUE     | Estados Unidos de Europa Stati Uniti d'EuropaMás Europa (+E) Italia Viva (IV) Partido Socialista Italiano (PSI) Radicales Italianos (RI) Liberales Demócratas Europeos (LDE) L'Italia c'è (LC) Nosotros de Centro (NdC) Socialdemócratas (SD) Federación de los Cívicos Europeos (FCE) Renacimiento Accionista (RA) – escisión de Acción                                                                            | Federalismo europeo                   | Emma Bonino Matteo Renzi         | Partido ALDE EDP PES | Renew S&D          | 3,1%               | 0/76               | 1/76                    |
|         | DSP     | Democracia Soberana Popular Democrazia Sovrana PopolarePartido Comunista (PC) Ancora Italia Soberana y Popular (AISP) | Antisistema                           | Marco Rizzo                      | None                 | None               | 0,9%               | 0/76               | 0/76                    |
|         | PAI     | Partido Animalista – Italexit Partito Animalista – Italexit | Derechos de los animales              | Cristiano Ceriello               | APEU                 | Ninguno            | 0,6%               | 0/76               | 0/76                    |
|         | AP      | Alternativa Popular Alternativa Popolare | Conservadurismo                       | Stefano Bandecchi                | EPP                  | Ninguno            | 0,4%               | 0/76               | 0/76                    |
|         | A       | Acción – Somos Europeos Azione – Siamo EuropeiPopulares Europeos Reformadores (PER) Partido Republicano Italiano (PRI) NOS Asociación Socialista Liberal (ASL) Partido Socialista Democrático Italiano (PSDI) Movimiento Republicanos Europeos (MRE) Team K (TK) Casa Autonomía (CA) Plataforma Cívica Popular Reformista (PCPR) Democracia Liberal (DL) Romaña Unida (RU)                                          | Liberalismo                           | Carlo Calenda                    | Partido ALDE         | Renew              | No participó       | No participó       | 2/76                    |
|         | PTD     | Paz Tierra Dignidad Pace Terra DignitàPartido de la Refundación Comunista (PRC) MERA25 Italia (MERA25) Movimiento Equidad Territorial (MET) Liberu | Populismo de izquierda                | Michele Santoro                  | PEL                  | GUE/NGL            | No participó       | No participó       | 1/76                    |
|         | L       | Libertad LibertàSur llama Norte (ScN) El Pueblo de la Familia (PdF) Vita Gran Norte (GN) Sicilia Vera (SV) Horizonte Común (OC) Frente Verde (FV) Movimiento por el Italexit (MpI) Pueblo Veneciano (PV) Cívicos en Movimiento (CiM) Partido de los Pensionistas + Salud (PP+S) Partido Moderado de Italia (PMDI) Nosotros Agricultores & Pescadores (NA&P) Juntos Libres (IL) Progresos Sustentable (PS) Soberanía | Populismo                             | Cateno De Luca                   | Ninguno              | Ninguno            | No participó       | No participó       | 0/76                    |
|         | RV      | Agrupación Valdostana Rassemblement ValdôtainMovimiento Proyecto Piamonte (MPP) | Regionalismo                          | Stefano Aggravi                  | Ninguno              | Ninguno            | No participó       | No participó       | 0/76                    |

1. ↑  Lista conectada con Forza Italia – Nosotros Moderados.

## Candidatos

### Candidatos principales
La siguiente tabla enumera los principales candidatos de cada partido/lista en los cinco distritos electorales.
| Partido | Partido                           | Noroeste           | Noreste           | Central               | Sur                | Islas             | Fuente                      |
| ------- | --------------------------------- | ------------------ | ----------------- | --------------------- | ------------------ | ----------------- | --------------------------- |
|         | Liga                              | Silvia Sardone     | Paolo Borchia     | Roberto Vannacci      | Roberto Vannacci   | Annalisa Tardino  | [ 69 ]                      |
|         | Partido Democrático               | Cecilia Strada     | Stefano Bonaccini | Elly Schlein          | Lucia Annunziata   | Elly Schlein      | [ 70 ]                      |
|         | Movimiento 5 Estrellas            | Maria Angela Danzì | Sabrina Pignedoli | Carolina Morace       | Pasquale Tridico   | Giuseppe Antoci   | [ 71 ] [ 72 ] [ 73 ] [ 74 ] |
|         | Forza Italia – Nosotros Moderados | Antonio Tajani     | Antonio Tajani    | Antonio Tajani        | Antonio Tajani     | Caterina Chinnici | [ 75 ]                      |
|         | Hermanos de Italia                | Giorgia Meloni     | Giorgia Meloni    | Giorgia Meloni        | Giorgia Meloni     | Giorgia Meloni    | [ 76 ]                      |
|         | Alianza Verdes e Izquierda        | Ilaria Salis       | Cristina Guarda   | Ignazio Marino        | Mimmo Lucano       | Leoluca Orlando   | [ 77 ] [ 78 ] [ 79 ]        |
|         | Estados Unidos de Europa          | Emma Bonino        | Graham Watson     | Gian Domenico Caiazza | Enzo Maraio        | Rita Bernardini   | [ 80 ]                      |
|         | Acción – Somos Europeos           | Elena Bonetti      | Carlo Calenda     | Carlo Calenda         | Carlo Calenda      | Carlo Calenda     | [ 81 ] [ 82 ]               |
|         | Paz Tierra Dignidad               | Michele Santoro    | Raniero La Valle  | Michele Santoro       | Michele Santoro    | Michele Santoro   | [ 83 ] [ 84 ]               |
|         | Libertad                          | Cateno De Luca     | Cateno De Luca    | Cateno De Luca        | Cateno De Luca     | Cateno De Luca    | [ 85 ]                      |
|         | Alternativa Popular               | Stefano Bandecchi  | Stefano Bandecchi | Luca Palamara         | Stefano Bandecchi  | Stefano Bandecchi | [ 84 ]                      |
|         | Democracia Soberana Popular       | —                  | —                 | Marco Rizzo           | —                  | —                 | [ 84 ]                      |
|         | Partido Animalista – Italexit     | —                  | —                 | —                     | Cristiano Ceriello | —                 | [ 84 ]                      |
|         | Partido Popular Sudtirolés        | —                  | Herbert Dorfmann  | —                     | —                  | —                 | [ 86 ]                      |
|         | Agrupación Valdostana             | Stefano Aggravi    | —                 | —                     | —                  | —                 | [ 68 ]                      |

### Liga
El 8 de enero de 2024, Salvini anunció que no se presentaría al próximo Parlamento Europeo. También elogió a Roberto Vannacci, general del ejército italiano que se hizo famoso en el verano de 2023 por escribir un libro político que contenía declaraciones consideradas homófobas, racistas y sexistas por algunos mientras cumplía funciones. El Ejército italiano abrió contra él un procedimiento disciplinario interno para investigar posibles faltas disciplinarias. Vannacci dijo que consideraría una candidatura para las elecciones europeas. El 25 de abril, Salvini anunció que Vannacci aceptó presentarse como candidato en todos los distritos electorales.

### Partido Democrático
Paolo Gentiloni, el saliente comisario europeo de Economía, rechazó la oportunidad de presentarse como candidato al Parlamento Europeo.

### Hermanos de Italia
Meloni, líder del FdI y 68º primer ministro de Italia, dijo durante una conferencia de prensa que estaba considerando presentarse a las próximas elecciones. Según el artículo 122 de la Constitución italiana y el artículo 6 del Acto de Acceso Inicial aprobado por el Parlamento Europeo, el cargo de Primer Ministro es incompatible con el de eurodiputado, por lo que Meloni debería dimitir inmediatamente como eurodiputada. Berlusconi fue el único primer ministro italiano en ejercicio que se presentó como candidato a las elecciones europeas de 1994, 2004 y 2009, dimitiendo como eurodiputado después de las elecciones debido a incompatibilidad con el cargo de primer ministro.

### Otros partidos
El 14 de enero de 2024, Emma Bonino de Más Europa declinó presentarse como candidata a las elecciones; cambió de opinión el 20 de abril de 2024. El 25 de enero de 2024, Federico Pizzarotti, presidente de +Eu, anunció su deseo de presentarse como candidato.
El 22 de enero de 2024, Carlo Calenda presentó en el sitio web de su partido Acción a los primeros candidatos a las elecciones: los eurodiputados Giosi Ferrandino, Caterina Avanza, Alessio D'Amato, Cristina Lodi, Mario Raffaelli y Giuseppe Zollino.

## Campaña

### Liga
El líder de la Liga, Matteo Salvini, pidió repetidamente la formación de una mayoría alternativa en el Parlamento Europeo que incluyera a los grupos del Partido Popular Europeo (PPE), los Conservadores y Reformistas Europeos (ECR) y el Partido Identidad y Democracia (ID), como la coalición de centroderecha que ganó las elecciones generales de Italia de 2022. El 7 de diciembre de 2023, Salvini organizó una convención de ID en Florencia, donde criticó el Pacto Verde Europeo y acusó a la Alianza Progresista de Socialistas y Demócratas (S&D) de "ocupar ilegalmente" la Comisión Europea. Por su parte, Antonio Tajani, nuevo líder de Forza Italia (FI) tras la muerte del histórico líder del partido Silvio Berlusconi en junio de 2023, criticó la idea de Salvini, al no considerar posible una alianza con Marine Le Pen, de Agrupación Nacional (RN), Geert Wilders, del Partido por la Libertad (PVV), y Alternativa para Alemania (AfD).

### Hermanos de Italia
En una entrevista con ZDF el 6 de agosto de 2023, el presidente del EPP, Manfred Weber, elogió al gobierno Meloni y sugirió una posible alianza con Hermanos de Italia para las próximas elecciones. Trazó una línea roja con tres condiciones a cumplir: el apoyo a Ucrania en la guerra ruso-ucraniana, la voluntad de construir Europa y no destruirla y la aceptación del estado de derecho, negando al mismo tiempo una alianza con AfD, RN o PiS; al mismo tiempo, Markus Söder, líder de la Unión Social Cristiana de Baviera (CSU), rechazó cualquier alianza con FdI. La exministra de Justicia alemana Katarina Barley acusó a Weber de abrirse a la extrema derecha en Europa. Durante la conferencia de prensa celebrada el 5 de enero de 2024, Meloni afirmó que existen "distancias insalvables" con AfD, pero elogió a Le Pen.

### Partidos centristas
Tras la disolución del Tercer Polo, coalición electoral formada en 2022 entre Acción (Az) e Italia Viva (IV), existía la preocupación de la posibilidad de presentar tres listas pertenecientes al mismo grupo Renovar Europa (Renew) sin que ninguna de las tres listas pudiera superar el umbral y, por tanto, no elegir a ningún eurodiputado. Stéphane Séjourné, presidente de Renew, hizo un llamamiento público en mayo de 2023 a ambos partidos para que se presentaran juntos a las próximas elecciones europeas con el fin de elegir "el mayor número posible de eurodiputados del grupo Renovar Europa". Los desacuerdos entre el líder del Az, Carlo Calenda, y el líder del IV, Matteo Renzi, obstaculizaron el nacimiento de una lista común; Renzi anunció la ruptura de los grupos comunes en el Parlamento italiano y el nacimiento de una lista llamada "El Centro", mientras que Calenda expresó su oposición a presentarse de nuevo con Renzi. Calenda también había roto la federación con Más Europa (+Eu) en agosto de 2022, prefiriendo aliarse con IV para crear el Tercer Polo, y también se había presentado como candidato en la misma circunscripción que la fundadora de +Eu, Emma Bonino, acabando favoreciendo al candidato de la coalición de centroderecha que entonces ganó la circunscripción uninominal.
El 30 de septiembre de 2023, Riccardo Magi, secretario de +Eu, anunció que su partido se presentaría como Estados Unidos de Europa. El 13 de diciembre de 2023, la Dirección Nacional de +Eu aprobó la negociación con los demás partidos liberales italianos para formar una lista de apoyo a los Estados Unidos de Europa. El 15 de diciembre de 2023, Bonino publicó en La Stampa un manifiesto en el que pedía los Estados Unidos de Europa. El manifiesto fue firmado por personas individuales como el líder de Base Italia Marco Bentivogli, Giusi Nicolini, Sandro Gozi, Nathalie Tocci y Renato Soru, y partidos como IV.
El 31 de enero de 2024, Bonino publicó un artículo en Il Sole 24 Ore anunciando una convención para la lista de los Estados Unidos de Europa abierta a todos los partidos para el 24 de febrero de 2024 en Roma. El objetivo es lanzar una lista que no contenga símbolos de partidos individuales en su logotipo y que los líderes de los partidos no se presenten a las elecciones al Parlamento Europeo. A pesar de apoyar el manifiesto, Renzi anunció que se presentará en todos los distritos electorales. Tras la convención del 24 de febrero de 2024, hubo diferencias de opinión entre Az e IV. Magi solicitó un breve período de reflexión para llegar a un acuerdo sobre una lista única. El 7 de marzo de 2024, Más Europa emitió una declaración abogando por una lista unificada que incluya a los tres partidos liberales; de lo contrario, cada partido tendría que actuar de forma independiente.

### Otras listas
En noviembre de 2023, el ex alcalde de Roma Gianni Alemanno lanzó un partido de derecha llamado Independencia! y dijo que estaba pensando en presentarse a las elecciones al Parlamento Europeo. En febrero de 2024, el presentador de televisión Michele Santoro presentó una lista de izquierda llamada Paz Tierra Dignidad.

## Encuestas de opinión

### Partidos
Boca de urna (exit poll)
| Fecha                 | Encuestadora                | Muestra | Lega ID               | PD S&D | M5S NI | FI EPP | NM EPP | FdI ECR | AVS Left–G/EFA | PTD Left | SUE          | SUE              | A Renew | DSP NI | Italexit NI | Libertà NI | Otros | Dif. |   |      |       |       |          |          |       |     |     |         |         |         |   |   |     |     |     |
| Fecha                 | Encuestadora                | Muestra | Lega ID               | PD S&D | M5S NI | FI EPP | NM EPP | FdI ECR | AVS Left–G/EFA | PTD Left | +E Renew     | IV Renew         | A Renew | DSP NI | Italexit NI | Libertà NI | Otros | Dif. |   |      |       |       |          |          |       |     |     |         |         |         |   |   |     |     |     |
| --------------------- | --------------------------- | ------- | --------------------- | ------ | ------ | ------ | ------ | ------- | -------------- | -------- | ------------ | ---------------- | ------- | ------ | ----------- | ---------- | ----- | ---- | - | ---- | ----- | ----- | -------- | -------- | ----- | --- | --- | ------- | ------- | ------- | - | - | --- | --- | --- |
| Fecha                 | Encuestadora                | Muestra | Lega ID               | PD S&D | M5S NI | FI EPP | NM EPP | FdI ECR | AVS Left–G/EFA | PTD Left | 8–9 Jun 2024 | Consorzio Opinio | A Renew | DSP NI | Italexit NI | Libertà NI | Otros | Dif. | – | 8–10 | 21–25 | 10–14 | 8.5–10.5 | 8.5–10.5 | 26–30 | 5–7 | 1–3 | 3.5–5.5 | 3.5–5.5 | 2.5–4.5 | – | – | 0–2 | 0–3 | 9–1 |
| Fecha                 | Encuestadora                | Muestra | 20–24 de mayo de 2024 | SWG    | 2.000  | 8,6    | 22,0   | 14,7    | 8,6            |          | 27,3         | 4,6              | 2,5     | 4,2    | 4,2         | 4,0        | Otros | Dif. |   |      | 2,0   |       | 5.3      |          |       |     |     |         |         |         |   |   |     |     |     |
| 25 de mayo de 2024    | Noto                        | 1.000   | 9,0                   | 20,5   | 15,0   | 9,0    |        | 28,0    | 4,0            | 2,2      | 4,0          | 4,0              | 4,0     |        |             | 3,0        |       | 7.5  |   |      |       |       |          |          |       |     |     |         |         |         |   |   |     |     |     |
| 22–23 de mayo de 2024 | Demopolis                   | 2.000   | 8,8                   | 22,0   | 14,5   | 8,7    |        | 27,0    | 4,3            | 2,2      | 4,2          | 4,2              | 3,7     |        |             | 2,8        |       | 5.0  |   |      |       |       |          |          |       |     |     |         |         |         |   |   |     |     |     |
| 21–22 de mayo de 2024 | Eumetra                     | 800     | 8,7                   | 21,1   | 16,2   | 8,9    |        | 27,1    | 4,2            | 2,2      | 4,5          | 4,5              | 3,8     |        |             | 2,0        |       | 6.0  |   |      |       |       |          |          |       |     |     |         |         |         |   |   |     |     |     |
| 22–23 de mayo de 2024 | Termometro                  | 3.900   | 9,0                   | 19,6   | 15,7   | 8,5    |        | 26,8    | 4,0            | 2,5      | 4,5          | 4,5              | 3,9     |        |             | 1,8        | 1,0   | 7.2  |   |      |       |       |          |          |       |     |     |         |         |         |   |   |     |     |     |
| 19–23 de mayo de 2024 | Quorum                      | 1.604   | 9,0                   | 20,3   | 15,9   | 8,5    |        | 27,2    | 4,9            | 1,9      | 4,1          | 4,1              | 3,9     |        |             | 0,9        | 0,5   | 6.9  |   |      |       |       |          |          |       |     |     |         |         |         |   |   |     |     |     |
| 19–23 de mayo de 2024 | EMG                         | 2.000   | 9,3                   | 20,9   | 15,7   | 7,9    |        | 26,9    | 4,2            |          | 4,5          | 4,5              | 3,7     |        |             |            |       | 6.0  |   |      |       |       |          |          |       |     |     |         |         |         |   |   |     |     |     |
| 20–21 de mayo de 2024 | Ipsos                       | 1.000   | 8,6                   | 22,5   | 15,4   | 9,2    |        | 26,5    | 4,6            | 1,9      | 4,1          | 4,1              | 3,6     |        |             | 2,0        | 0,7   | 4.0  |   |      |       |       |          |          |       |     |     |         |         |         |   |   |     |     |     |
| 19–21 de mayo de 2024 | Cluster 17                  | 1.051   | 8,7                   | 20,8   | 15,5   | 8,2    |        | 26,9    | 4,3            | 2,2      | 4,6          | 4,6              | 3,7     | 1,0    |             | 2,2        | 1,9   | 7.1  |   |      |       |       |          |          |       |     |     |         |         |         |   |   |     |     |     |
| 20–21 de mayo de 2024 | Bidimedia                   | 1.190   | 9,1                   | 21,2   | 15,2   | 8,3    |        | 27,1    | 4,4            | 2,0      | 4,6          | 4,6              | 4,0     |        |             | 2,5        | 1,6   | 6.0  |   |      |       |       |          |          |       |     |     |         |         |         |   |   |     |     |     |
| 17–22 Abr 2024        | SWG                         | 1.200   | 8,5                   | 20,0   | 15,9   | 8,4    |        | 26,8    | 4,3            | 2,1      | 4,7          | 4,7              | 4,1     | 1,4    |             | 2,2        | 1,6   | 6,8  |   |      |       |       |          |          |       |     |     |         |         |         |   |   |     |     |     |
| 17–19 Abr 2024        | Quorum                      | 801     | 7,2                   | 20,5   | 16,5   | 7,6    |        | 27,8    | 4,4            | 1,9      | 5,0          | 5,0              | 3,3     |        |             | 1,6        | 4,2   | 7,3  |   |      |       |       |          |          |       |     |     |         |         |         |   |   |     |     |     |
| 17–18 Abr 2024        | Demos                       | 1.005   | 8,5                   | 20,2   | 16,4   | 8,0    |        | 28,0    | 4,2            |          | 4,1          | 4,1              | 4,0     |        |             |            | 6,6   | 7,8  |   |      |       |       |          |          |       |     |     |         |         |         |   |   |     |     |     |
| 16–18 Abr 2024        | Termometro Politico         | 4.100   | 8,5                   | 19,7   | 16,1   | 8,3    |        | 27,5    | 3,2            | 2,5      | 5,2          | 5,2              | 3,8     | 1,9    |             | 1,6        | 1,7   | 7,8  |   |      |       |       |          |          |       |     |     |         |         |         |   |   |     |     |     |
| 16–17 Abr 2024        | Eumetra                     |         | 8,5                   | 19,7   | 16,4   | 8,3    |        | 27,4    | 3,8            | 1,9      | 5,1          | 5,1              | 3,8     | 1,3    |             | 1,9        | 2,0   | 7,7  |   |      |       |       |          |          |       |     |     |         |         |         |   |   |     |     |     |
| 10–15 Abr 2024        | SWG                         | 1.200   | 8,6                   | 19,4   | 16,0   | 8,4    |        | 27,2    | 4,1            | 1,8      | 5,2          | 5,2              | 4,2     | 1,4    |             | 1,9        | 1,8   | 7,8  |   |      |       |       |          |          |       |     |     |         |         |         |   |   |     |     |     |
| 13 Abr 2024           | Tecnè                       |         | 7,9                   | 19,8   | 16,2   | 10,1   |        | 27,3    | 3,7            | 1,6      | 5,5          | 5,5              | 3,6     |        |             | 2,0        | 2,3   | 7,5  |   |      |       |       |          |          |       |     |     |         |         |         |   |   |     |     |     |
| 8–12 Abr 2024         | Ixè                         | 1.000   | 8,0                   | 19,9   | 16,4   | 8,4    |        | 26,6    | 4,2            | 1,1      | 4,0          | 4,0              | 3,7     |        |             | 1,3        | 6,4   | 6,7  |   |      |       |       |          |          |       |     |     |         |         |         |   |   |     |     |     |
| 9–11 Abr 2024         | Termometro Politico         | 3.700   | 8,8                   | 19,5   | 15,6   | 8,0    |        | 27,8    | 3,3            | 2,4      | 5,1          | 5,1              | 3,9     | 1,8    |             | 1,8        | 2,4   | 8,3  |   |      |       |       |          |          |       |     |     |         |         |         |   |   |     |     |     |
| 8–9 Abr 2024          | Demopolis                   | 2.000   | 8,0                   | 20,0   | 15,8   | 8,7    |        | 27,0    | 3,8            | 2,2      | 4,6          | 4,6              | 3,5     |        |             | 2,1        | 2,0   | 7,0  |   |      |       |       |          |          |       |     |     |         |         |         |   |   |     |     |     |
| 3–8 Abr 2024          | SWG                         | 1.200   | 8,8                   | 19,8   | 15,6   | 7,8    |        | 26,9    | 3,9            | 1,6      | 5,3          | 5,3              | 4,0     | 1,4    |             | 1,5        | 3,4   | 7,1  |   |      |       |       |          |          |       |     |     |         |         |         |   |   |     |     |     |
| 8 Abr 2024            | Euromedia                   | 800     | 8,7                   | 19,7   | 17,6   | 8,5    |        | 26,9    | 3,7            | 1,8      | 4,4          | 4,4              | 3,8     |        |             | 3,7        | 1,2   | 7,2  |   |      |       |       |          |          |       |     |     |         |         |         |   |   |     |     |     |
| 5 Abr 2024            | EMG                         | –       | 7,8                   | 20,2   | 16,7   | 9,0    | 1,0    | 27,2    | 3,3            | 1,2      | 6,2          | 6,2              | 3,2     |        |             |            | 4,2   | 7,0  |   |      |       |       |          |          |       |     |     |         |         |         |   |   |     |     |     |
| 4–5 Abr 2024          | Quorum                      | 801     | 7,5                   | 19,8   | 16,0   | 7,8    |        | 27,7    | 3,9            | 2,2      | 4,6          | 4,6              | 3,1     |        |             | 1,6        | 4,7   | 7,9  |   |      |       |       |          |          |       |     |     |         |         |         |   |   |     |     |     |
| 2–4 Abr 2024          | EMG                         | 1.000   | 7,8                   | 20,2   | 16,7   | 9,0    |        | 27,2    | 3,3            | 1,2      | 6,2          | 6,2              | 3,2     |        |             |            | 5,2   | 7,0  |   |      |       |       |          |          |       |     |     |         |         |         |   |   |     |     |     |
| 28–30 Mar 2024        | BiDiMedia                   | 2.000   | 8,3                   | 20,2   | 16,6   | 7,1    |        | 27,1    | 4,4            | 1,5      | 5,1          | 5,1              | 4,4     | 1,3    |             | 1,1        | 2,7   | 6,9  |   |      |       |       |          |          |       |     |     |         |         |         |   |   |     |     |     |
| 27 Mar 2024           | Euromedia                   | 800     | 8,8                   | 19,3   | 17,5   | 8,0    | 0,7    | 27,5    | 3,5            | 2,0      | 4,7          | 4,7              | 4,0     |        |             | 1,7        | 2,3   | 8,2  |   |      |       |       |          |          |       |     |     |         |         |         |   |   |     |     |     |
| 27 Mar 2024           | Euromedia                   | 800     | 8,7                   | 19,5   | 17,5   | 8,3    | 0,6    | 27,9    | 3,0            | 2,0      | 4,8          | 4,8              | 4,1     |        |             | 1,7        | 1,9   | 8,5  |   |      |       |       |          |          |       |     |     |         |         |         |   |   |     |     |     |
| 19–25 Mar 2024        | Ipsos                       | 1.000   | 8,0                   | 20,5   | 16,1   | 8,7    | 0,7    | 27,5    | 3,3            | 1,5      | 2,8          | 3,3              | 2,5     | 1,2    | 1,5         |            | 2,4   | 7,0  |   |      |       |       |          |          |       |     |     |         |         |         |   |   |     |     |     |
| 20 Mar 2024           | Ipsos                       | –       | 8,2                   | 19,0   | 17,4   | 8,2    |        | 27,0    | 4,1            |          | 2,6          | 3,4              | 3,0     |        |             |            | 7,1   | 8,0  |   |      |       |       |          |          |       |     |     |         |         |         |   |   |     |     |     |
| 19 Mar 2024           | Noto                        | –       | 8,0                   | 19,0   | 17,0   | 8,0    | 2,0    | 28,0    | 3,5            |          | 2,5          | 3,0              | 3,5     |        |             |            | 5,5   | 9,0  |   |      |       |       |          |          |       |     |     |         |         |         |   |   |     |     |     |
| 19 Mar 2024           | Noto                        | –       | 7,0                   | 20,0   | 16,0   | 8,0    | 2,0    | 30,0    | 3,0            |          | 2,5          | 3,0              | 3,5     |        |             |            | 5,0   | 10,0 |   |      |       |       |          |          |       |     |     |         |         |         |   |   |     |     |     |
| 11 Mar 2024           | Euromedia                   | 800     | 8,7                   | 19,7   | 17,2   | 7,7    | 0,7    | 28,0    | 3,9            |          | 2,7          | 3,5              | 4,0     |        |             |            | 4,0   | 8,3  |   |      |       |       |          |          |       |     |     |         |         |         |   |   |     |     |     |
| 11 Mar 2024           | Euromedia                   | 800     | 8,6                   | 20,2   | 16,9   | 8,2    | 0,4    | 28,7    | 3,4            |          | 1,5          |                  |         | 3,8    | 4,0         |            | 3,3   | 8,5  |   |      |       |       |          |          |       |     |     |         |         |         |   |   |     |     |     |
| 7 Mar 2024            | Noto                        | –       | 8,0                   | 19,5   | 16,5   | 7,5    | 2,0    | 27,0    | 4,0            |          | 3,5          | 3,0              | 3,5     |        |             |            | 5,5   | 7,5  |   |      |       |       |          |          |       |     |     |         |         |         |   |   |     |     |     |
| 7 Mar 2024            | Noto                        | –       | 7,5                   | 20,5   | 16,5   | 8,0    | 1,5    | 29,0    | 3,5            |          | 3,5          | 3,0              | 3,0     |        |             |            | 4,0   | 8,5  |   |      |       |       |          |          |       |     |     |         |         |         |   |   |     |     |     |
| 23 Feb–5 Mar 2024     | Ipsos                       | 1.503   | 8,2                   | 19,0   | 17,4   | 8,2    |        | 27,0    | 4,1            |          | 2,6          | 3,4              | 3,0     |        |             |            | 7,1   | 8,0  |   |      |       |       |          |          |       |     |     |         |         |         |   |   |     |     |     |
| 28 Feb–1 Mar 2024     | Quorum                      | 803     | 8,1                   | 19,9   | 15,9   | 6,6    | 0,7    | 27,1    | 4,6            |          | 3,4          | 3,5              | 3,7     |        | 1,6         |            | 4,9   | 7,2  |   |      |       |       |          |          |       |     |     |         |         |         |   |   |     |     |     |
| 28 Feb 2024           | Euromedia                   | 800     | 8,6                   | 19,6   | 17,0   | 7,9    | 1,4    | 27,6    | 4,0            |          | 2,6          | 3,1              | 4,3     |        |             |            | 3,9   | 8,0  |   |      |       |       |          |          |       |     |     |         |         |         |   |   |     |     |     |
| 28 Feb 2024           | Euromedia                   | 800     | 8,7                   | 20,0   | 17,2   | 8,5    | 1,2    | 28,1    | 3,9            |          | 2,5          |                  |         | 3,5    | 4,0         |            | 2,4   | 8,1  |   |      |       |       |          |          |       |     |     |         |         |         |   |   |     |     |     |
| 26–28 Feb 2024        | Bidimedia                   | 1.000   | 8,5                   | 20,0   | 15,5   | 7,5    | 0,8    | 28,1    | 3,9            | 1,5      | 2,4          | 3,0              | 4,3     | 1,2    | 1,3         |            | 2,0   | 8,1  |   |      |       |       |          |          |       |     |     |         |         |         |   |   |     |     |     |
| 25–28 Feb 2024        | Cluster17                   | 1.022   | 9,1                   | 19,7   | 16,0   | 7,6    | 0,4    | 27,3    | 4,6            | 0,7      | 2,1          | 3,0              | 4,0     | 1,6    | 1,9         |            | 2,1   | 7,6  |   |      |       |       |          |          |       |     |     |         |         |         |   |   |     |     |     |
| 20–22 Feb 2024        | Ipsos                       | 1.000   | 8,3                   | 18,3   | 17,0   | 7,9    | 1,1    | 28,2    | 3,5            | 1,8      | 2,2          | 3,6              | 3,3     | 1,0    | 2,0         |            | 1,8   | 9,9  |   |      |       |       |          |          |       |     |     |         |         |         |   |   |     |     |     |
| 17–22 Feb 2024        | Stack Data Strategy         | 944     | 8,7                   | 19,9   | 15,5   | 6,6    | 0,9    | 27,1    | 3,7            | 1,4      | 4,2          | 4,9              | 3,3     |        | 1,7         |            | 2,1   | 7,3  |   |      |       |       |          |          |       |     |     |         |         |         |   |   |     |     |     |
| 21 Feb 2024           | Noto                        | –       | 8,0                   | 19,5   | 18,0   | 7,0    | 2,0    | 27,5    | 3,5            |          | 3,5          | 3,0              | 3,5     |        |             |            | 4,5   | 8,0  |   |      |       |       |          |          |       |     |     |         |         |         |   |   |     |     |     |
| 30 Ene–1 Feb 2024     | Termometro Politico         | 3.800   | 9,4                   | 19,6   | 16,2   | 6,8    |        | 29,1    | 3,0            | 1,5      | 2,4          | 2,6              | 3,8     | 1,7    | 1,4         |            | 2,5   | 9,5  |   |      |       |       |          |          |       |     |     |         |         |         |   |   |     |     |     |
| 30–31 Ene 2024        | Demopolis                   | –       | 9,0                   | 20,0   | 15,8   | 7,2    |        | 28,0    | 3,6            |          | 2,0          | 2,7              | 3,8     |        |             |            | 8,1   | 8,0  |   |      |       |       |          |          |       |     |     |         |         |         |   |   |     |     |     |
| 24–31 Ene 2024        | Portland                    | 502     | 7,0                   | 21,0   | 16,0   | 10,0   |        | 28,0    | 3,0            | 2,0      | 3,0          | 5,0              | 2,0     |        | 1,0         |            | 2,0   | 7,0  |   |      |       |       |          |          |       |     |     |         |         |         |   |   |     |     |     |
| 24–27 Ene 2024        | BiDiMedia                   | 1.000   | 9,0                   | 19,3   | 16,1   | 6,6    | 1,0    | 28,6    | 3,8            | 1,3      | 2,5          | 3,1              | 4,2     | 1,3    | 1,2         |            | 2,0   | 9,3  |   |      |       |       |          |          |       |     |     |         |         |         |   |   |     |     |     |
| 25–26 Ene 2024        | Quorum                      | 803     | 9,3                   | 19,2   | 13,6   | 6,5    | 1,6    | 28,4    | 4,3            |          | 2,6          | 2,9              | 3,7     |        | 1,5         |            | 6,4   | 9,2  |   |      |       |       |          |          |       |     |     |         |         |         |   |   |     |     |     |
| 22–24 Ene 2024        | Winpoll                     | 1.000   | 9,1                   | 21,5   | 14,6   | 7,8    |        | 27,8    | 3,0            | 1,5      | 2,4          | 2,5              | 3,2     |        | 1,3         |            | 5,3   | 6,3  |   |      |       |       |          |          |       |     |     |         |         |         |   |   |     |     |     |
| 12–22 Ene 2024        | Euromedia                   | 800     | 8,4                   | 19,5   | 17,8   | 7,5    | 0,3    | 28,5    | 3,4            |          | 2,5          | 2,8              | 4,3     |        | 1,4         |            | 3,6   | 9,0  |   |      |       |       |          |          |       |     |     |         |         |         |   |   |     |     |     |
| 12–22 Ene 2024        | Euromedia                   | 800     | 8,2                   | 19,0   | 18,1   | 7,2    | 0,3    | 29,3    | 3,3            |          | 2,4          | 3,3              | 4,6     |        | 1,4         |            | 2,9   | 9,3  |   |      |       |       |          |          |       |     |     |         |         |         |   |   |     |     |     |
| 16 Ene 2024           | Noto                        | –       | 8,0                   | 19,5   | 17,0   | 7,0    | 2,0    | 28,0    | 3,5            |          | 2,0          | 3,0              | 3,0     |        |             |            | 7,0   | 8,5  |   |      |       |       |          |          |       |     |     |         |         |         |   |   |     |     |     |
| 16 Ene 2024           | Noto                        | –       | 6,5                   | 20,0   | 17,0   | 6,5    | 1,5    | 32,0    | 4,0            |          | 2,0          | 3,0              | 3,0     |        |             |            | 4,5   | 12,0 |   |      |       |       |          |          |       |     |     |         |         |         |   |   |     |     |     |
| 15–16 Ene 2024        | Tecnè                       | 800     | 8,4                   | 19,8   | 15,6   | 9,2    |        | 29,0    |                |          |              | 2,9              | 3,9     |        |             |            | 11,2  | 9,2  |   |      |       |       |          |          |       |     |     |         |         |         |   |   |     |     |     |
| 15–16 Ene 2024        | Tecnè                       | 800     | 8,3                   | 19,5   | 15,6   | 9,3    |        | 29,3    |                |          |              | 2,9              | 3,9     |        |             |            | 11,0  | 9,8  |   |      |       |       |          |          |       |     |     |         |         |         |   |   |     |     |     |
| 4 Ene 2024            | IZI                         | 1.068   | 9,3                   | 19,5   | 17,0   | 7,4    |        | 27,1    | 4,2            |          | 3,0          | 3,0              | 3,5     |        |             |            | 6,0   | 7,6  |   |      |       |       |          |          |       |     |     |         |         |         |   |   |     |     |     |
| 30 Dic – 4 Ene 2024   | Lab2101                     | 1.000   | 10,2                  | 19,8   | 16,2   | 5,8    | 0,7    | 29,4    | 4,0            |          | 2,3          | 2,8              | 3,9     |        | 2,3         |            | 2,6   | 9,6  |   |      |       |       |          |          |       |     |     |         |         |         |   |   |     |     |     |
| 26 de mayo de 2019    | Elecciones europeas de 2019 | –       | 34,3                  | 22,7   | 17,1   | 8,8    | 8,8    | 6,4     | 4,1            | 4,1      | 3,1          | –                | –       | 0,9    | –           | –          | 4,5   | 7,6  |   |      |       |       |          |          |       |     |     |         |         |         |   |   |     |     |     |

### Distribución de escaños
| Encuestadora                | Fecha              | Lega ID     | PD S&D     | M5S NI | FI EPP | FdI ECR | SVP EPP | +E Renew | IV Renew | A Renew | AVS G–EFA–GUE/NGL | Italexit | UP | Otros | Dif. |   |   |   |   |
| --------------------------- | ------------------ | ----------- | ---------- | ------ | ------ | ------- | ------- | -------- | -------- | ------- | ----------------- | -------- | -- | ----- | ---- | - | - | - | - |
| Encuestadora                | Fecha              | election.de | 6 Jun 2024 | 7      | 18     | 13      | 7       | 23       | 0        | 3       | 1                 | —        | 4  | Otros | Dif. | — | — | — | 5 |
| Europe Elects               | 4 Jun 2024         | 7           | 17         | 14     | 5      | 22      | 1       | 1        | 4        | 4       | 3                 | —        | —  | —     | 5    |   |   |   |   |
| Cluster 17                  | 21 de mayo de 2024 | 7-8         | 18         | 13     | 7      | 23      | 0-1     | 4        | 4        | 0-4     | 0-4               |          |    |       | 5    |   |   |   |   |
| Bidimedia                   | 20 de mayo de 2024 | 7           | 17         | 12     | 6      | 22      | 1       | 4        | 4        | 3       | 4                 |          |    |       | 5    |   |   |   |   |
| election.de                 | 9 de mayo de 2024  | 7           | 18         | 15     | 7      | 24      | 1       | 3        | 1        | —       | —                 | —        | —  | —     | 6    |   |   |   |   |
| Europe Elects               | 28 Abr 2024        | 7           | 17         | 14     | 7      | 25      | 1       | 1        | 3        | —       | 3                 | —        | —  | —     | 8    |   |   |   |   |
| Der Föderalist              | 26 Abr 2024        | 7           | 18         | 14     | 8      | 24      | 1       | 4        | [ h ]    | —       | —                 | —        | —  | —     | 6    |   |   |   |   |
| election.de                 | 22 Abr 2024        | 7           | 18         | 14     | 7      | 24      | 1       | 2        | 3        | —       | —                 | —        | —  | —     | 6    |   |   |   |   |
| Europe Elects               | 16 Abr 2024        | 8           | 17         | 13     | 5      | 25      | 1       | —        | —        | 4       | 3                 | —        | —  | —     | 8    |   |   |   |   |
| election.de                 | 8 Abr 2024         | 7           | 18         | 15     | 6      | 25      | 1       | —        | —        | —       | 4                 | —        | —  | —     | 7    |   |   |   |   |
| election.de                 | 22 Mar 2024        | 7           | 18         | 15     | 6      | 25      | 1       | —        | —        | —       | 4                 | —        | —  | —     | 7    |   |   |   |   |
| election.de                 | 8 Mar 2024         | 7           | 17         | 15     | 6      | 24      | 1       | —        | —        | 3       | 3                 | —        | —  | —     | 7    |   |   |   |   |
| Europe Elects               | 4 Mar 2024         | 8           | 17         | 15     | 5      | 25      | 1       | —        | —        | —       | 5                 | —        | —  | —     | 8    |   |   |   |   |
| election.de                 | 7 Feb 2024         | 9           | 19         | 15     | 5      | 27      | 1       | —        | —        | —       | —                 | —        | —  | —     | 8    |   |   |   |   |
| ECFR                        | 23 Ene 2024        | 8           | 14         | 13     | 7      | 27      | 1       | —        | 6        | 6       | —                 | —        | —  | —     | 9    |   |   |   |   |
| Der Föderalist              | 11 Ene 2024        | 8           | 16         | 14     | 6      | 25      | 1       | —        | —        | 6       | —                 | —        | —  | —     | 9    |   |   |   |   |
| election.de                 | 9 Ene 2024         | 8           | 17         | 15     | 6      | 25      | 1       | —        | —        | 4       | —                 | —        | —  | —     | 8    |   |   |   |   |
| Europe Elects               | 30 Dec 2023        | 8           | 17         | 15     | 5      | 26      | 1       | —        | —        | 4       | —                 | —        | —  | —     | 9    |   |   |   |   |
| Europe Elects               | 30 Nov 2023        | 9           | 17         | 14     | 5      | 26      | 1       | —        | —        | 4       | —                 | —        | —  | —     | 9    |   |   |   |   |
| Der Föderalist              | 06 Nov 2023        | 8           | 17         | 14     | 7      | 25      | 1       | —        | —        | 5       | —                 | —        | —  | —     | 8    |   |   |   |   |
| Europe Elects               | 31 Oct 2023        | 8           | 17         | 14     | 4      | 25      | 1       | —        | —        | 4       | 3                 | —        | —  | —     | 8    |   |   |   |   |
| Europe Elects               | 30 Sep 2023        | 9           | 19         | 14     | 4      | 25      | 1       | —        | —        | 4       | —                 | —        | —  | —     | 6    |   |   |   |   |
| Der Föderalist              | 11 Sep 2023        | 8           | 17         | 14     | 7      | 25      | 1       | —        | —        | 5       | —                 | —        | —  | —     | 8    |   |   |   |   |
| Europe Elects               | 31 Aug 2023        | 9           | 19         | 15     | 5      | 27      | 1       | —        | —        | —       | —                 | —        | —  | —     | 8    |   |   |   |   |
| Europe Elects               | 31 Jul 2023        | 9           | 19         | 15     | 5      | 27      | 1       | —        | —        | —       | —                 | —        | —  | —     | 8    |   |   |   |   |
| Der Föderalist              | 17 Jul 2023        | 8           | 16         | 13     | 7      | 24      | 1       | —        | 8        | 8       | —                 | —        | —  | —     | 8    |   |   |   |   |
| Europe Elects               | 28 Jun 2023        | 8           | 18         | 15     | 6      | 28      | 1       | —        | —        | —       | —                 | —        | —  | —     | 10   |   |   |   |   |
| Europe Elects               | 31 de mayo de 2023 | 8           | 18         | 15     | 4      | 26      | 1       | —        | —        | 4       | —                 | —        | —  | —     | 8    |   |   |   |   |
| Der Föderalist              | 22 de mayo de 2023 | 8           | 18         | 14     | 7      | 25      | 1       | —        | —        | 4       | —                 | —        | —  | —     | 7    |   |   |   |   |
| Europe Elects               | 30 Abr 2023        | 9           | 17         | 14     | 4      | 24      | 1       | —        | 7        | 7       | —                 | —        | —  | —     | 7    |   |   |   |   |
| Der Föderalist              | 27 Mar 2023        | 8           | 16         | 14     | 7      | 25      | 1       | —        | 5        | 5       | —                 | —        | —  | —     | 9    |   |   |   |   |
| Der Föderalist              | 1 Feb 2023         | 8           | 14         | 15     | 7      | 25      | 1       | —        | 6        | 6       | —                 | —        | —  | —     | 10   |   |   |   |   |
| Elecciones europeas de 2019 | 26 de mayo de 2019 | 29          | 19         | 14     | 7      | 6       | 1       | —        | —        | —       | —                 | —        | —  | —     | 10   |   |   |   |   |

1. ↑  Las encuestas antes del 12 de marzo de 2024 se referían a la lista como Unión Popular (UP).
2. 1 2 3 4 5 6 7  Sin líderes
3. 1 2 3 4 5 6 7 8  Con líderes
4. ↑  SVP 0,0%
5. ↑  PSI 0,8%
6. ↑  Con símbolos partidarios
7. ↑  Resultado combinado de las listas Europa Verde (EV) y La Izquierda (LS) al momento de la elección
8. 1 2 3 4 5 6 7 8  Con +E

## Resultados

Resultados de las elecciones, mostrando la diferencia de voto por comuna.

| Resultados por partido Resultados por grupo europeo |                                    |            |        |         |       |  |  |  |  |
| Partidos                                            | Partidos                           | Votos      | %      | Escaños | +/–   |  |  |  |  |
|                                                     | Hermanos de Italia                 | 6.733.906  | 28,76  | 24      | +18   |  |  |  |  |
|                                                     | Partido Democrático                | 5.646.332  | 24,11  | 21      | +2    |  |  |  |  |
|                                                     | Movimiento 5 Estrellas             | 2.336.251  | 9,98   | 8       | -6    |  |  |  |  |
|                                                     | Forza Italia – Nosotros Moderados  | 2.244.678  | 9,59   | 8       | +1    |  |  |  |  |
|                                                     | Liga                               | 2.100.658  | 8,97   | 8       | -21   |  |  |  |  |
|                                                     | Alianza Verdes e Izquierda         | 1.588.168  | 6,78   | 6       | Nuevo |  |  |  |  |
|                                                     | Estados Unidos de Europa           | 883.914    | 3,77   | 0       | –     |  |  |  |  |
|                                                     | Acción – Somos Europeos            | 785.710    | 3,36   | 0       | –     |  |  |  |  |
|                                                     | Paz Tierra Dignidad                | 517.725    | 2,21   | 0       | Nuevo |  |  |  |  |
|                                                     | Libertad                           | 285,766    | 1,22   | 0       | Nuevo |  |  |  |  |
|                                                     | Partido Popular Sudtirolés         | 120.879    | 0,52   | 1       | –     |  |  |  |  |
|                                                     | Alternativa Popular                | 91.395     | 0,39   | 0       | –     |  |  |  |  |
|                                                     | Democracia Soberana Popular        | 36.223     | 0,15   | 0       | Nuevo |  |  |  |  |
|                                                     | Partido Animalista – Italexit      | 29.525     | 0,13   | 0       | –     |  |  |  |  |
|                                                     | Agrupación Valdostana              | 14.457     | 0,06   | 0       | Nuevo |  |  |  |  |
| Total                                               | Total                              | 23.415.587 | 100,00 | 76      | –     |  |  |  |  |
|                                                     |                                    |            |        |         |       |  |  |  |  |
| Votos válidos                                       | Votos válidos                      | 23.415.587 | 94,65  |         |       |  |  |  |  |
| Votos en blanco                                     | Votos en blanco                    | 546.807    | 2,21   |         |       |  |  |  |  |
| Votos nulos                                         | Votos nulos                        | 777.770    | 3,14   |         |       |  |  |  |  |
| Total votos                                         | Total votos                        | 24.740.164 | 100,00 |         |       |  |  |  |  |
| Votantes registrados/participación                  | Votantes registrados/participación | 51.214.348 | 48,31  |         |       |  |  |  |  |
| Fuente: Ministerio del Interior                     |                                    |            |        |         |       |  |  |  |  |

1. ↑  Lista conectada con Forza Italia – Nosotros Moderados.

| \| Voto popular (partido) \| Voto popular (partido) \| Voto popular (partido) \| Voto popular (partido) \| Voto popular (partido) \| \| ---------------------- \| ---------------------- \| ---------------------- \| ---------------------- \| ---------------------- \| \| \| \| \| \| \| \| FdI \| FdI \| \| 28.76 % \| 28.76 % \| \| PD \| PD \| \| 24.11 % \| 24.11 % \| \| M5S \| M5S \| \| 9.98 % \| 9.98 % \| \| FI \| FI \| \| 9.58 % \| 9.58 % \| \| Lega \| Lega \| \| 8.97 % \| 8.97 % \| \| AVS \| AVS \| \| 6.78 % \| 6.78 % \| \| SUE \| SUE \| \| 3.77 % \| 3.77 % \| \| A \| A \| \| 3.36 % \| 3.36 % \| \| PTD \| PTD \| \| 2.21 % \| 2.21 % \| \| Libertà \| Libertà \| \| 1.22 % \| 1.22 % \| \| Otros \| Otros \| \| 1.25 % \| 1.25 % \| |         |  |         |         |
| Voto popular (partido) |         |  |         |         |
| |         |  |         |         |
| FdI | FdI     |  | 28.76 % | 28.76 % |
| PD | PD      |  | 24.11 % | 24.11 % |
| M5S | M5S     |  | 9.98 %  | 9.98 %  |
| FI | FI      |  | 9.58 %  | 9.58 %  |
| Lega | Lega    |  | 8.97 %  | 8.97 %  |
| AVS | AVS     |  | 6.78 %  | 6.78 %  |
| SUE | SUE     |  | 3.77 %  | 3.77 %  |
| A | A       |  | 3.36 %  | 3.36 %  |
| PTD | PTD     |  | 2.21 %  | 2.21 %  |
| Libertà | Libertà |  | 1.22 %  | 1.22 %  |
| Otros | Otros   |  | 1.25 %  | 1.25 %  |